# اشلی پیستوریوس
اشلی پیستوریوس (انگلیسی: Ashlee Pistorius؛ زادهٔ ۱ دسامبر ۱۹۸۵) بازیکن فوتبال اهل ایالات متحده آمریکا است.